# Ahmet Ertegün
Ahmet Ertegün (Istanbul, 31 de juliol de 1923 - 14 de desembre de 2006). Músic i empresari estatunidenc d'origen turc, fundador de la companyia discogràfica Atlantic Records.

## Biografia
Fill d'un diplomàtic turc als Estats Units, quan va crear la discogràfica Atlantic Records el 1947 va obrir un espai a la producció de música afroamericana, especialment el soul i el jazz, que es trobaven marginats de les grans línies comercials. La seva decisió d'entrar en el món de la producció va néixer arran d'assistir a diferents concerts de Louis Armstrong i Duke Ellington a Washington D.C..
Entre els artistes que van acollir aquesta oportunitat de donar-se a conèixer i que Ertegün va impulsar es troben, entre d'altres, Ray Charles, Aretha Franklin, Otis Redding, Wilson Pickett, Charles Mingus, John Coltrane i Ornette Coleman.
Algunes altres figures de la música pop i rock nord-americana que Ertegün va promoure sota el seu segell van ser Led Zeppelin, Phil Collins, Nash & Young i fins i tot al grup suec ABBA. La discogràfica fou absorbida el 1984 per Warner Music.
Ertegün va morir com a conseqüència d'una caiguda mentre escoltava un concert dels Rolling Stones (un del grups que havia produït) a Nova York mes i mig abans. Resta a Istanbul, la ciutat que ho ve néixer.